# AN/AWG-9
AN/AWG-9は、アメリカ合衆国のヒューズ・エアクラフト（後にレイセオン社が買収）が開発したレーダー。

## 概要
本機はアメリカ合衆国海軍のF-111Bに搭載するために開発された全天候型マルチモードXバンドのパルス・ドップラー・レーダーである。F-111Bが不採用となったためF-14へ流用された。
AWG-9は、コヒーレント型パルス・ドップラーレーダー方式とモノパルス方式を組み合わせた物でルックダウン能力、シュートダウン能力を持ちRCSが1 m2の機体を約207kmより探知でき当時としては最高の探知距離を持っていた。（比較としてF-15搭載のAN/APG-63は最大148kmでありいかにAWG-9の探知距離が長いかがわかる）また、24機の空中目標を同時追尾できAIM-54 フェニックスを使用することで内6機を同時に攻撃可能。この長距離多目標同時攻撃能力は戦闘機としてはF-14が初めて実用化したものである。
AWG-9にはIntel 8080 8ビットマイクロプロセッサが採用されており、これにより8ビットのプログラムで制御されている。
また、AN/AWG-9には戦闘機間データ・リンクであるTADILが組み込まれており、TADIL-C（リンク4C）に参加することができる。リンク4Cはリンク4Aの発展型で、当時使用されていた空対空のデータ・リンクとしては最大容量のものであった。

## AN/APG-71
APG-71は、1980年代にF-14Dに搭載された型で完全デジタル式となっている。これは、F-15Eに搭載されているAN/APG-70の技術をフィードバックし、いくつかの部品を共用とした複合版で小型軽量化している。これにより目標識別能力や対電子妨害能力が向上し処理も高速化した。探知範囲は370km（230マイル）に拡大している。これに伴いフェニックスミサイルも改良されたものが搭載されるようになった。(改良型ミサイル自体はD型以前の型でも使用可能)
また、この型からJTIDSが組み込まれており、TADIL-Jに参加することができる。

## 搭載機
- F-14A/B/D
- F-111B